# Liste der Monuments historiques in Andeville
Die Liste der Monuments historiques in Andeville führt die Monuments historiques in der französischen Gemeinde Andeville auf.

## Liste der Objekte
| Bezeichnung                                                   | Beschreibung               | Standort                      | Kennzeichnung | Schutzstatus | Datum | Bild |
| ------------------------------------------------------------- | -------------------------- | ----------------------------- | ------------- | ------------ | ----- | ---- |
| Ölgemälde Saint Charles Borromée parcourant les rues de Milan | 17. Jahrhundert            | in der Kirche St-Léger (Lage) | PM60000021    | Classé       | 1912  |      |
| Zwei Gedenktafeln                                             | Stein, 1538                | in der Kirche St-Léger (Lage) | PM60000020    | Classé       | 1912  |      |
| Holzrahmen in der Sakristei                                   | Mitte des 18. Jahrhunderts | in der Kirche St-Léger (Lage) | PM60000022    | Classé       | 1912  |      |